# Intermittenz
Der Begriff Intermittenz (von lateinisch intermittere ‚unterbrechen‘) beschreibt den Wechsel von periodischen und chaotischen Phasen eines nichtlinearen dynamischen Systems bzw. den Wechsel zwischen Phasen verschiedener Arten chaotischer Dynamik. Er tritt unter anderem bei turbulenten Strömungen auf in der Nähe des Übergangs zur Turbulenz.
Intermittenz wurde 1979 von Yves Pomeau und Paul Manneville zuerst beschrieben (heute Pomeau-Manneville-Intermittenz genannt).

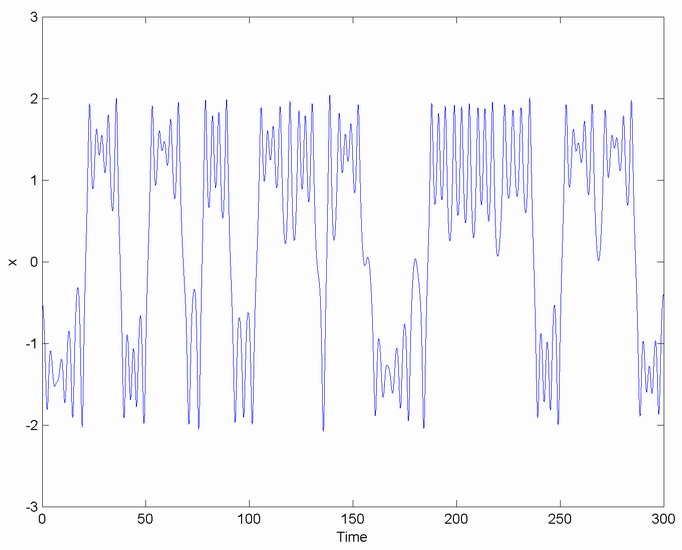
Intermittenz im Duffing-Oszillator beim Übergang zwischen zwei Potentialtöpfen

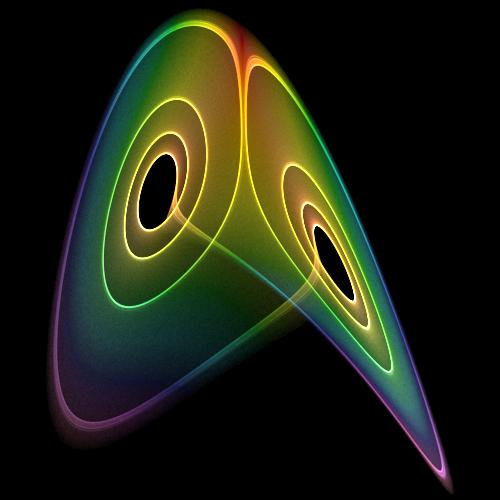
Intermittenz beim Lorenz-Attraktor

Pomeau und Manneville unterschieden drei Typen von Intermittenz. Typ I ist mit einer Sattel-Knoten-Bifurkation bei eindimensionalen Abbildungen verbunden, Typ II mit einer subkritischen Hopf-Bifurkation in einer zweidimensionalen Abbildung und Typ III einer inversen Periodenverdopplungs-Bifurkation. Allgemein ist das System in den regulären Phasen nur scheinbar periodisch und in Wirklichkeit quasiperiodisch. Es entfernt sich langsam von den periodischen Bahnen, bis es in den Bereich chaotischen Verhaltens kommt. Das setzt sich fort, bis es wieder in die Nähe periodischen Verhaltens driftet, wobei die Länge der einzelnen Phasen davon abhängt, wie nahe das System aus der chaotischen Phase dem regulären Bereich kommt, was wiederum vom Verhalten in der chaotischen Phase abhängt und unvorhersagbar ist.
Ein weiterer Typ ist die On-Off-Intermittenz, die bei einem chaotischen Attraktor um eine invariante Mannigfaltigkeit auftritt, deren Dimension kleiner als die des Phasenraums ist. Instabile Orbits um den Attraktor führen immer wieder zu chaotischen Ausflügen in den den Attraktor umgebenden Phasenraum.
Bei Krisen-induzierter Intermittenz haben zwei chaotische Attraktoren überschneidende Einzugsbereiche (basins of attraction) und Orbits nahe dem einen Attraktor können zum anderen Attraktor überwechseln.